# Megaselia gemella
Megaselia gemella är en tvåvingeart som beskrevs av Borgmeier 1962. Megaselia gemella ingår i släktet Megaselia och familjen puckelflugor. Inga underarter finns listade i Catalogue of Life.